# 趙洸熙
趙 洸熙（チョ・グァンヒ、朝鮮語: 조광희、1917年9月12日 - 2017年4月5日）は、大韓民国の土木学者、実業家、政治家。第4代韓国国会議員。
本貫は豊壌趙氏。字は学汝（ハギョ、학여）、号は貫洲（クァンジュ、관주）。カトリック教徒。

## 経歴
日本統治時代の慶尚北道尚州郡出身。ソウル大学校師範大学付属初等学校、京畿中学校、京畿高等学校、ソウル大学校農科大学を経て、1943年に京都帝国大学（現・京都大学）農学部農業土木学科を卒業。東洋拓殖株式会社勤務を経て、ソウル大学校農科大学農業土木学科教授、同大工科大学土木学科教授、農林部農地管理局技佐、農業土木技術院養成所所長、農地保存技術院養成所所長、尚州郡洛東・青里水利組合創立委員長、文教部国定教科書編纂委員・審査委員、自由党所属の第4代国会議員、高麗生命保険株式会社社長、農業振興公社社長、豊壌趙氏大宗会会長（1994年10月29日 - 1998年2月22日）を務めた。1954年の第3代総選挙では落選したが、1958年の第4代総選挙で初当選した。
2017年4月5日に死去。享年101。

## エピソード
自由党所属時代は党内の不正蓄財者と利権運動を指弾し、除去を主張した。
韓光錫が2017年2月2日に死去したことにより、第4代議員を務めた233名のうち最後の存命者となった。